# 고산구곡가
고산구곡가(高山九曲歌)는 이이(李珥)가 지은 연시조로 모두 10수로 되어 있다. 그가 해주 수양산 밑 고산면에 은거했을 때 주자(朱子)의 <무이구곡(武夷九曲)>을 본떠서 그 곳 경치를 관암(冠巖)·화암(花巖) 등 9곡으로 나누어 읊은 것이다. 일명 '석담구곡가(石潭九曲歌)'라고도 하며, 그 중 하나를 살펴보면 다음과 같다.
일곡은 어느메고, 冠巖(관암)에 해 비친다.
平蕪(평무)에 내 거드니, 원근이 그림일다.
松間(송간)에 綠樽(녹준)을 노코 벗 오는 양 보리로다.